# Macrodactylus batesi
Macrodactylus batesi är en skalbaggsart som beskrevs av Arce-pérez och Moron 2000. Macrodactylus batesi ingår i släktet Macrodactylus och familjen Melolonthidae. Inga underarter finns listade i Catalogue of Life.